# Історія Естер Костелло
Історія Естер Костелло (англ. The Story of Esther Costello) — англійська драма режисера Девіда Міллера 1957 року.

## У ролях
- Джоан Кроуфорд — Маргарет Ланді
- Россано Брацці — Карло Ланді
- Хізер Сірс — Естер Костелло
- Лі Петтерсон — Гаррі Грант
- Рон Ренделл — Френк Венцель
- Фей Комптон — ігуменя
- Джон Лодер — Пол Маршант
- Деніс О'Ді — отець Девлін
- Сідні Джеймс — Райан
- Джун Клайд